# Ana Meikle Solari
Ana Meikle Solari (16 de marzo de 1968) es una veterinaria, profesora e investigadora uruguaya. 

## Biografía
Estudió en la Facultad de Veterinaria, de la Universidad de la República en 1994 y completó la maestría en 1998 y el doctorado en 2001 en la Universidad de Ciencias Agrarias de Suecia. Actual docente e investigadora del Departamento de Clínicas y Hospital Veterinario de la Facultad de Veterinaria.
En 2009 fue galardonada con el Premio Morosoli en investigación y desarrollo agropecuario. En 2015 obtuvo el Premio L'Oréal UNESCO a Mujeres en Ciencia por su investigación Avances en la generación de índices reproductivos y sanitarios integrados a los indicadores físicos y económicos en lechería en Uruguay.
Es miembro de número de la Academia Nacional de Ciencias del Uruguay siendo miembro alterno de la Directiva de dicha Asociación.
Forma parte del Comité Internacional de Reproducción Animal (International Committte of Animal Reproduction).
En 2018 recibió un reconocimiento por su trayectoria por parte del Ministerio de Educación y Cultura de Uruguay (MEC).
Fue nombrada miembro académica por la Academia Nacional de Veterinaria 2021.
Es Profesora Adjunta de la Universidad de Massey, Nueva Zelanda.
Es Profesora Titular Grado 5°, responsable de la Unidad de Endocrinología y Metabolismo Animal de la Facultad de Veterinaria, de la Universidad de la República.

## Publicaciones
Ha publicado sus investigaciones en variadas y prestigiosas publicaciones.
Producciones Académicas:
- Avances en el conocimiento de la vaca lechera durante el período de transición en Uruguay: un enfoque multidisciplinario[6]

- Nutritional regulation of body condition score at the initiation of the transition period in primiparous and multiparous dairy cows under grazing conditions: milk production, resumption of post-partum ovarian cyclicity and metabolic parameters[7]
- Effect of herbage allowance on grazing behavior and productive performance of early lactation primiparous Holstein cows[8]
- Endometrial expression of leptin receptor and members of the growth hormone—Insulin-like growth factor system throughout the estrous cycle in heifers[9]